# Alexandre de Laborde (1853–1944)
Alexandre de Laborde, född den 11 november 1853 i Fontenay, död den 16 juli 1944 i Paris, var en fransk greve och konstforskare, son till Léon de Laborde.
de Laborde var känd för sina omfattande studier i det medeltida miniatyrmåleriets historia, vilka resulterat i det av utomordentlig lärdom och grundlighet präglade verket Les manuscrits à peinture de la "Cité de Dieu" de Saint-Augustin (1909; 3 band, varav 2 text och 1 planscher). de Laborde var verksam även vid bildandet av Société française pour la reproduction des manuscrits à peinture (stiftad i Paris i november 1910) och var länge dess sekreterare. Han deltog likaså i utgivningen av dess första publikation, den ryktbara "Bible moralisée" från 1200-talet, som finnes bevarad i biblioteken i Oxford, Paris och London. Han var ledamot av Franska institutet.